# Paul Hermann Tesdorpf

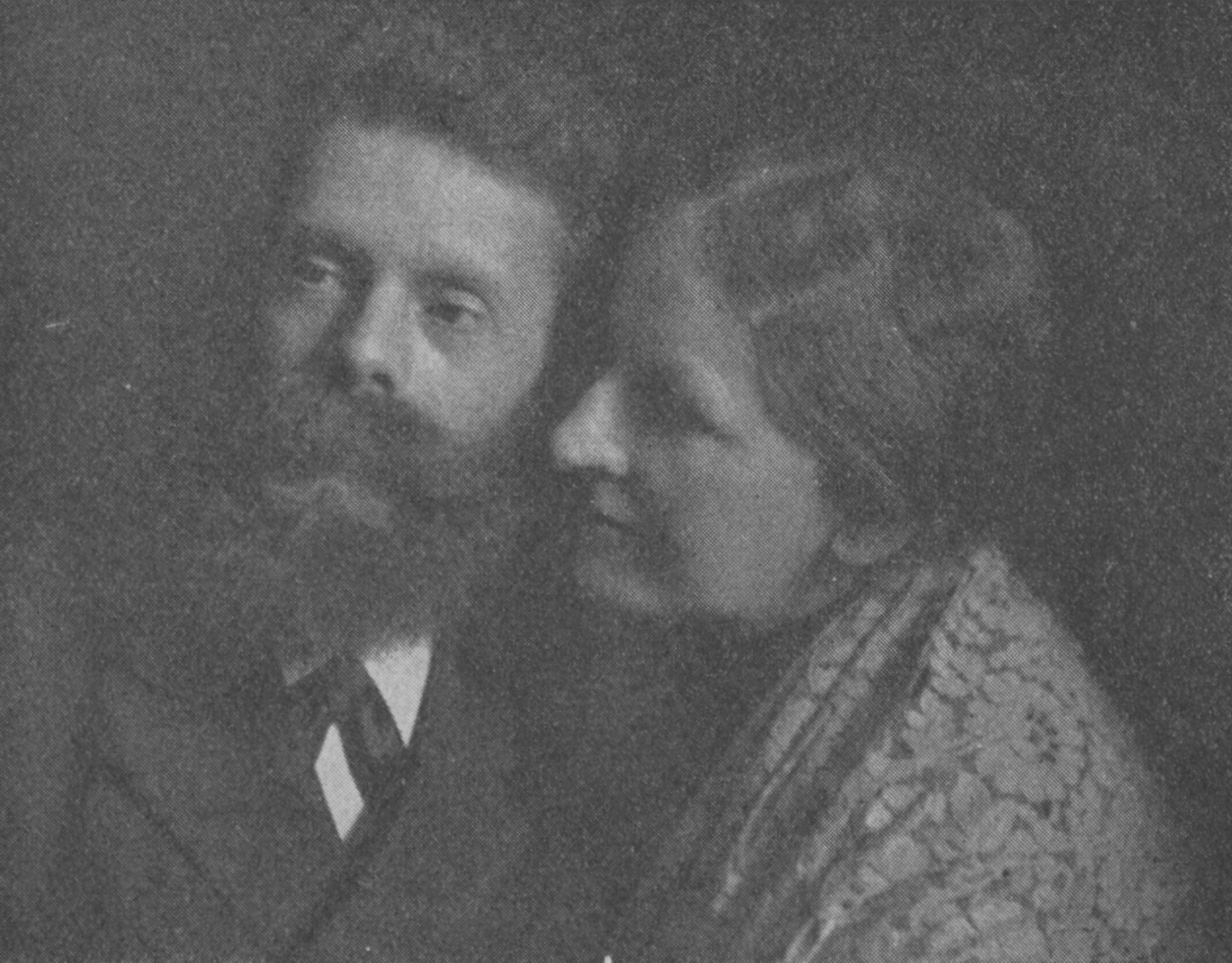
Paul Hermann Tesdorpf und seine Frau Therese Tesdorpf-Sickenberger, 1928

Paul Hermann Tesdorpf (* 23. März 1858 in Rio de Janeiro; † 30. Juni 1936 in München) war ein deutscher Psychiater und Schriftsteller. 

## Leben
Paul Hermann Tesdorpf entstammt der Lübecker Kaufmannsfamilie Tesdorpf. Er war ein Sohn des nach Rio de Janeiro ausgewanderten Kaufmanns Hermann Matthäus Tesdorpf (1833–1868) und dessen Frau, der Schriftstellerin Louise Tesdorpf, geb. Oppenheimer, einer Tochter von Georg Oppenheimer.
Im Alter von neun Jahren kam er zur Erziehung nach Deutschland und besuchte zwei Jahre lang gemeinsam mit seinem älteren Bruder Ludwig Tesdorpf die Salzmannschule Schnepfenthal. Nach dem Suizid des Vaters Anfang 1868 kam auch die Mutter mit seinem jüngsten Bruder Ernesto Tesdorpf nach Deutschland zurück. Vier weitere Geschwister waren jung gestorben. Die Familie fand eine neue Heimat in Jena. Von 1872 bis 1874 lebte Paul Hermann bei seinem Großvater Oppenheimer in Lübeck und besuchte das Katharineum zu Lübeck. Danach besuchte er das Karl-Friedrich-Gymnasium in Eisenach bis zum Abitur Ostern 1877.
Tesdorpf studierte Medizin, aber auch Mathematik und Geschichte, an den Universitäten Jena, Tübingen und München. Im Januar 1883 bestand er in München das Staatsexamen; im August wurde er zum Dr. med. promoviert. Er zog kurz nach Lübeck, wo er 1884 seinen Austritt aus der evangelischen Kirche erklärte, was zu Spannungen in der Familie führte.
Tesdorpf kehrte nach München zurück und eröffnete eine Praxis als Nervenarzt. Er gehörte zu den Gründungsmitgliedern des Deutschen Monistenbundes in München.
Bereits 1896 hatte er die Pädagogin und Schriftstellerin Therese Sickenberger kennengelernt, zu der er schnell eine innige Freundschaft und Seelenverwandtschaft entwickelte. Tesdorpf, der selbst literarische Ambitionen hatte, war eng mit der Schriftstellerin Henriette Keller-Jordan (1835–1909) befreundet, mit der sich auch Sickenberger schnell anfreundete. Gemeinsam unterhielten sie einen literarischen Salon in München. Als Keller-Jordan starb, heirateten Sickenberger und Tesdorpf im Jahre 1910.

## Die Krankheit Wilhelms II.
Unmittelbar nach dem Ende des Ersten Weltkriegs verfasste Tesdorpf eine Broschüre unter dem Titel Die Krankheit Wilhelms II., die er Anfang 1919 im Münchener Verlag von Julius Friedrich Lehmann veröffentlichte. Darin diagnostizierte er bei Kaiser Wilhelm II. periodischen Irrsinn, der seine Urteilsfähigkeit beeinträchtigt habe und zu Fehlentscheidungen führte, die den Verlauf des Ersten Weltkriegs entschieden hätten. Damit trage Wilhelm II. die Hauptschuld an der Niederlage Deutschlands: „Wir Deutschen haben nichts von unserer Würde und inneren Größe verloren. Wir sind innerlich siegreich aus diesem Kampfe hervorgegangen.“
Tesdorpfs exkulpatorischer Beitrag zur Kriegsschuldfrage traf offenbar den Nerv der Zeit, löste Gegenschriften aus und erreichte in einem halben Jahr die vierte Auflage mit einer Gesamtzahl von über 18000 verkauften Exemplaren. Tesdorpf nahm noch einmal in einer zweiten, im September 1919 veröffentlichten Schrift Offene Briefe über „Die Krankheit Wilhelms II.“ zur Kritik Stellung. Dieser Schrift fügte der Verleger Lehmann ein Vorwort bei, in dem er die Münchner Räterepublik verurteilte. Für den glühenden Ultra-Nationalisten Lehmann passte die These Tesdorpfs, der eher nationalliberale Ansichten hatte, gut in seine politische Agenda, die die Dolchstoßlegende propagierte.
Anschließend zog Tesdorpf sich offenbar aus der politischen Debatte zurück und widmete sich neben seiner Praxis in der Galeriestraße 22 nur noch der schönen Literatur. Dazu mag beigetragen haben, dass seine Frau Therese an Heiligabend 1923 einen Schlaganfall erlitt, der sie bis zu ihrem Tod am 6. April 1926 an das Bett fesselte und ihre schriftstellerische Tätigkeit stark einschränkte. Paul Tesdorpf sorgte für die Herausgabe ihrer letzten Werke.
Das Grab des Ehepaars befindet sich auf dem Alten Nordfriedhof (München).

## Nachlass
Der umfangreiche Nachlass von Paul und Therese Tesdorpf (27 große Schachteln, 7 flache Schachteln Briefe, Drucke, Manuskripte, Personalia, Photographien, Patientenakten, Miscellanea) gelangte als Tesdoropfiana in die Bayerische Staatsbibliothek.

## Werke
- Beschreibung und Erklärungsversuch einer mit „amniotischen Bändern“ behafteten menschlichen Missbildung. Diss. 1883
- Henriette Keller-Jordan: Nachruf: Nebst drei Vollbildern. Stuttgart: Kohlhammer 1909
- Beiträge zur Würdigung Charles Perrault's und seiner Märchen. Stuttgart: Kohlhammer 1910
- Zur Philosophie der Gesundheit : Zeitgemäße Betrachtungen eines Arztes. Stuttgart: Kohlhammer 1915
- Das medizinische Lehrgedicht der Hohen Schule zu Salerno.  Aus dem Lateinischen ins Deutsche übertragen von Paul Tesdorpf   Therese Tesdorpf-Sickenberger. Unter Beifügung des lateinischen Textes nach Johann Christian Gottlieb Ackermann, Berlin; Stuttgart; Leipzig: Kohlhammer 1915
- Die Krankheit Wilhelms II. München: Lehmann 1919 (Digitalisat der 4. Auflage)
- Offene Briefe über „Die Krankheit Wilhelms II.“ München: Lehmann 1919
- Der Schleier der Maja: Eine Gedichtfolge. Stuttgart: Kohlhammer 1925 (Digitalisat des Korrekturexemplars aus dem Nachlass, Bayerische Staatsbibliothek)
- Schloß Strahlfels: Schauspiel in 5 Aufzügen. Stuttgart: Kohlhammer 1926
- Klaus Tyrsen: Schauspiel in 5 Bildern. Stuttgart: Kohlhammer 1926
- (Hrsg.) Therese Tesdorpf-Sickenberger: Bücher des Glücks: Gedichte. Stuttgart: Kohlhammer 1926
- Der zündende Funke: Selbstbefreiung. Stuttgart: Kohlhammer 1926
- Seltsame Funde. Prosa-Betrachtungen. Stuttgart: Kohlhammer 1934